# Demonax atronotatus
Demonax atronotatus là một loài bọ cánh cứng trong họ Cerambycidae.